# Leonie Meyerhof
Leonie Meyerhof (pseudonym Leo Hildeck), född 2 mars 1858 eller 1860 i Hildesheim, död 15 augusti 1933 i Frankfurt am Main, var en tysk författare, litteraturkritiker och dramatiker engagerad i kvinnorörelsen. I teaterstycken, romaner och tidningsartiklar reflekterade hon med humor över den rådande bilden av kvinnan och hon hade på sin tid många läsare.